# Dolnik (versification)
Pour les articles homonymes, voir Dolnik.
Un Dolnik ou dans un usage plus ancien un Paouznik (en russe :  До́льник et Паузник) est un terme utilisé par différents théoriciens de la versification russe, dans des sens multiples, pour désigner une forme de vers organisé sur la base de l'accent tonique.

## Définitions
Dans toutes ces interprétations, le dolnik constitue un élément d'un système de versification organisé sur la base de l'accent tonique (versification tonique (ru)), toutefois, la définition précise varie selon les différents théoriciens. Selon Kholchevnikov, il y a dolnik quand dans un vers de composé de mètres de trois pieds[pas clair], l'intervalle entre les syllabes accentuées se réduit à certains moments de deux syllabes faibles à une. Il écrit que « la caractéristique principale du dolnik est cette variabilité de la distance entre les accents, soit deux syllabes, soit une, avec une prédominance des intervalles de deux syllabes faibles, ce qui donne une dynamique particulière à ce vers ». C'est aujourd'hui l'acceptation la plus répandue du terme.
Quelques autres théoriciens considèrent que le dolnik est un vers encore plus libre encore, dans lequel la valeur de l'intervalle entre les syllabes accentuées peut varier de zéro à deux (c'est la définition proposée dans l'Encyclopédie littéraire (ru) (1929-1939).
Kviatkovski, qui a travaillé activement à une autre terminologie, indique dans le Dictionnaire poétique que le sens du mot dolnik dépend fortement de son contexte.
Une condition autre condition importante pour qualifier un vers de dolnik est que l'alternance des intervalles de deux ou d'une syllabe non accentuées soit aléatoire. Si un schéma régulier est constaté et organise l'ordre de succession de ces intervalles de longueur différentes, on parle de logaède (логаэде). Le terme Paouznik (паузник) utilisé auparavant, est abandonné par les théoriciens de la versification moderne, car c'est un doublon de dolnik.
D'autres formes plus libres de recours au modèle de versification tonique sont désignées par les termes de taktovik et de vers accentué. Dans le taktovik, l'intervalle entre deux syllabes accentuées est de deux syllabes (parfois avec une fluctuation à trois dans le taktovik relâché), dans le vers accentué il n'y a pas de contrainte sur l'amplitude de l'oscillation.
Le vers hexamètre russe peut être considéré comme une  variante du dolnik.

## Emploi
Les premiers emplois du dolnik sont chez Mikhaïl Lermontov. L'épanouissement du dolnik russe commence à l'époque de l'âge d'Argent, quand cette forme est utilisée par certains des plus grands poètes russes (Valéri Brioussov, Alexandre Blok, Anna Akhmatova, Nikolaï Goumilev, Sergueï Essenine et d'autres) et se poursuit encore aujourd'hui.

### Exemples de dolniks
Я зажгла заветные свечи

И вдвоём, с ко мне не пришедшим,

Сорок первый встречаю год,

Но Господняя сила с нами,

В хрустале утонуло пламя

И вино, как отрава жжёт…
Anna Akhmatova, Poème sans héros
Его встречали повсюду

На улицах в сонные дни.

Он шел и нес свое чудо,

Спотыкаясь в морозной тени.
Alexandre Blok